# RTP1
RTP1 – pierwszy program Portugalskiej Telewizji Publicznej (RTP). Jest to kanał ogólny nadający programy informacyjne, seriale, rozrywkowe, transmisje sportowe oraz programy dla dzieci czy programy religijne.

## Historia

### Lata 50. i 60.
Portugalska Telewizja RTP została założona w grudniu 1955 r., a transmisje testowe przeprowadzono we wrześniu 1956 r. w nieistniejącym już parku rozrywki „Feira Popular” w Lizbonie. Regularne nadawanie rozpoczęto o godzinie 21:30 (GMT) w dniu 7 marca 1957 roku. Następnie rozszerzył się na całą Europę w połowie lat 60. XX wieku.

### Lata 70.
Pasmo dzienne rozpoczęto w 1970 r. i nadawanie dziennej emisji trwały 2 godziny głównie między 12:30 a 14:30 (GMT). „Telescola”, czyli telewizyjne zajęcia edukacyjne były na ogół pierwszymi programami w ciągu dnia, a regularny program rozpoczynał się o godzinie 19:00 (GMT) i trwał do północy. W 1974 r. oglądalność RTP wzrosła wraz z rozwojem przybycia telewizorów w kraju. Pierwsze transmisje w kolorze przeprowadzono w 1976 r. wraz z wyborami parlamentarnymi. W dniu 16 października 1978 r. nazwę kanału zmieniono na „RTP1” (początkowo dzielony z „RTP2”). W miarę upływu miesięcy włączano coraz więcej transmisji w kolorze przed regularnym uruchomieniem 7 marca 1980 r.

### Lata 80. i 90.
W październiku 1983 r. okres dzienny został zniesiony w celu oszczędzania prądu. Z tego powodu ramówki w dni powszednie zostały ograniczone do rozpoczęcia o 17:00 (GMT) i zakończenia o 23:00 (GMT). Wspomniane transmisje zostały wznowione w 1985 r., kiedy RTP postanowiło nadać blok dzienny ze studia w Porto. Pasmo edukacyjne zostało zniesione w 1988 r. do tego czasu zniesiono przestoje w ciągu dnia. Pod koniec lat osiemdziesiątych RTP stanęło w obliczu wyzwań związanych z nadejściem komercyjnych nadawców, w rezultacie RTP postanowił zmienić nazwę RTP1 na „RTP Canal 1”, w ramach przygotowań do większego rebrandingu, który miał miejsce 17 września 1990 r., Kiedy kanał został oficjalnie przemianowany na „Canal 1”, w celu wzmocnienia swojej pozycji przed nowymi nadawcami. W latach 1994–1995 stacja straciła pozycję lidera oglądalności, ze względu na sukces SIC, ostatecznie był wiceliderem wyników oglądalności, zanim spadł na III miejsce, kiedy TVI uzyskał wzrost ocen. W dniu 29 kwietnia 1996 r. Canal 1 powrócił do poprzedniej nazwy „RTP1”. Tymczasem tego dnia zmieniono logotyp RTP i oprawę graficzną.

### Od 2000 roku
W dniu 31 marca 2004 r. RTP przeprowadził się do nowej siedziby przy Cabo Ruivo w Lizbonie i wprowadziło nowe logo i oprawę graficzną. Kanał rozpoczął testy nadawania w 16:9 8 czerwca 2012 r. Od ceremonii otwarcia UEFA Euro 2012 i meczu otwarcia (Polska vs. Grecja). Dopiero w dniu 14 stycznia 2013 r. kanał oficjalnie rozpoczął nadawanie w 16:9. A w 2015 roku programy informacyjne RTP1, RTP2 i kanał RTP Informação (dzisiejsze RTP3) przeszły na 16:9.

## Główne programy emitowane na antenie RTP1

### Informacje i publicystyka
- Bom Dia Portugal
- Jornal da Tarde
- Portugal em Direto
- Telejornal
- Linha da Frente
- Sexta às 9

### Rozrywka
- Praça da Alegria
- Aqui Portugal
- O Preço Certo
- Joker
- The Voice Portugal
- Got Talent Portugal
- 5 para a Meia-Noite
- Cá por Casa com Herman José

### Seriale
- Conta-me Como Foi
- Luz Vermelha
- Tempo de Nascer

### Dla dzieci i młodzieży
- Zig Zag (blok także emitowany codziennie na antenie RTP2)

### Religia
- Eucaristia Domenical

Cała ramówka tej anteny dostępna na stronie RTP1